# مصطلحات تجارية دولية
. الشروط التجارية الدولية هي سلسلة من المصطلحات التجارية المحددة مسبقًا التي تنشرها غرفة التجارة الدولية (ICC) فيما يتعلق بالقانون التجاري الدولي. تحدد شروط التجارية الدولية مسؤوليات المصدرين والمستوردين في ترتيب الشحنات ونقل المسؤولية المتضمنة في مختلف مراحل المعاملة. وهي تستخدم على نطاق واسع في المعاملات التجارية الدولية أو عمليات الشراء، ويتم تشجيع استخدامها من قبل مجالس التجارة والمحاكم والمحامين الدوليين. سلسلة من المصطلحات التجارية المكونة من ثلاثة أحرف المتعلقة بالممارسات الشائعة في البيع التعاقدي، تهدف قواعد الشروط التجارية الدولية في المقام الأول إلى التواصل بوضوح حول المهام والتكاليف والمخاطر المرتبطة بالنقل والتسليم العالمي أو الدولي للبضائع. تُبلغ الإنكوترمز عقود البيع بتحديد الالتزامات والتكاليف والمخاطر المتعلقة بتسليم البضائع من البائع إلى المشتري، لكنها لا تُبرم عقدًا في حد ذاتها، ولا تحدد السعر المدفوع، أو العملة، أو شروط الائتمان، أو تحكم القانون التعاقدي، أو تحدد مكان نقل ملكية البضائع. يتم قبول قواعد الإنكوترمز من قبل الحكومات والسلطات القانونية والممارسين في جميع أنحاء العالم لتفسير المصطلحات الأكثر استخدامًا في التجارة الدولية. وهي تهدف إلى تقليل أو إزالة الغموض تمامًا الناجم عن التفسيرات المختلفة للقواعد في البلدان المختلفة. على هذا النحو، يتم دمجها بانتظام في عقود البيع في جميع أنحاء العالم.
"إنكوترمز" هي علامة تجارية مسجلة لدى غرفة التجارة الدولية. صدر أول عمل نشرته غرفة التجارة الدولية حول الشروط التجارية الدولية في عام 1923، مع النسخة الأولى المعروفة باسم إنكوترمز المنشورة في عام 1936. تم تعديل قواعد الإنكوترمز في عامي 1953 و1967 و 1976 و 1980 و 1990 و 2000 و 2010، مع النسخة التاسعة - إنكوترمز 2020 - التي تم نشرها في 10 سبتمبر 2019.  

## دور الشروط التجارية الدولية
- الوظيفة الأولى: في إطار عقود التجارة الدولية والوطنية، تحدد هذه الشروط مسؤوليات والتزامات البائع والمشتري، لا سيما فيما يتعلق بالتحميل والنقل ونوع النقل والتأمين والتسليم. وبالتالي، فإنها تمثل أيضًا توزيعًا لتكاليف النقل.[3]
- الوظيفة الثانية: تحديد مكان نقل المخاطر والذي يتوافق أيضًا مع مكان تسليم البضاعة. وحتى مكان النقل هذا، يتحمل البائع أي تلف في حالة سوء تنفيذ النقل. وابتداءً من هذا المكان، يتحمل المشتري أي تلف. تحدد الشروط التجارية الدولية التزامات التسليم التي تقع على عاتق البائع، من حيث الموعد النهائي.[4]
- الوظيفة الثالثة: تتعلق بتوفير المستندات والمعلومات. من يجب أن يوفر أي مستند، البائع أم المشتري؟ تأخذ هذه الوظيفة أهميتها الكاملة فيما يتعلق بالأمن. القاعدة العامة لتوفير، وخاصة مسؤولية، المعلومات المتعلقة بالأمن التي تحددها قواعد الشروط التجارية الدولية. كل من البائع والمشتري مسؤول عن المعلومات التي ستكون مفيدة له (A2/B2 و A10/B10)

أن الشروط التجارية الدولية لا تحدد وقت انتقال الملكية، بل تحدد فقط وقت انتقال المخاطر المرتبطة بالنقل والتكاليف المختلفة وتنظيم النقل. تحدد أيضًا من يتحمل، إذا لزم الأمر، تأمين نقل البضائع، سواء كان البائع أو المشتري. من حيث عقد التأمين، لا تحدد القواعد إلا في حالتين،التسليم شامل تكاليف النقل والتأمين (CIP) والتكلفة والتأمين والشحن (CIF). في جميع الحالات الأخرى، يتحمل مسؤولية الاشتراك في التأمين من يتحمل المخاطرة.
إنها مجموعة من القواعد التي يتم تحديثها بانتظام مع تطور التجارة العالمية والتي تسمح للمشتري والبائع بالاتفاق بسرعة ودون لبس على شروط المعاملة. نظرًا لتطور قواعد الشروط التجارية الدولية بمرور الوقت، فإن الأطراف التي تستخدمها مدعوة من قبل غرفة التجارة الدولية إلى الإشارة إلى سنة إصدار النسخة التي يرغبون في استخدامها.

## المصطلحات التجارة الدولية في اللوائح الحكومية
في بعض البلدان، يتم احتساب رسوم الضريبة على البضائع بناءً على مصطلح التجارة الدولي المحدد: على سبيل المثال، في الهند، يتم احتساب الرسوم الجمركية بناءً على قيمة التكلفة والتأمين والشحن (CIF)، وفي جنوب إفريقيا، يتم احتساب الرسوم الجمركية بناءً على قيمة التسليم على متن السفينة (FOB). لهذا السبب، من الشائع أن تستخدم العقود الخاصة بالصادرات إلى هذه البلدان ، حتى عندما لا تكون مناسبة لطريقة النقل المختارة. في هذه الحالة، يجب توخي الحذر الشديد لضمان توضيح نقاط انتقال التكاليف والمخاطر مع العميل.

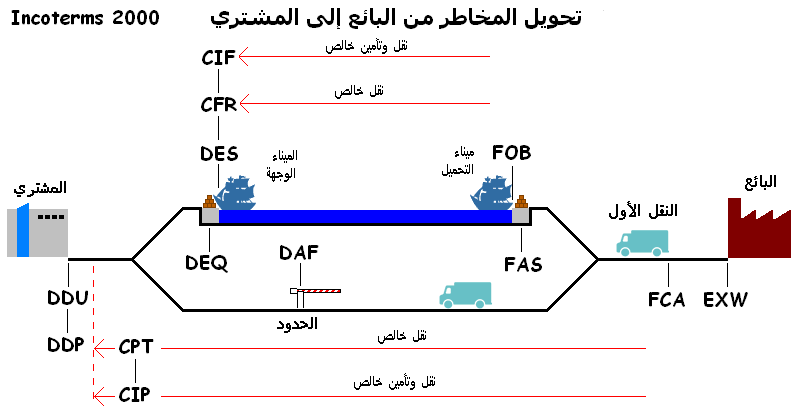
مخطط لرحلة البضاعة من البائع إلى المشتري

## مجال التطبيق
تبحث هذه الشروط في الأسئلة المرتبطة بتوصيل المنتجات من البائع للمشتري. يشتمل هذا على ما يلي: حمل المنتج، ومسؤوليات الاستيراد والتصدير والتخليص، ومن يدفع لماذا، وعلى كاهل من تقع مخاطر حالة المنتجات في المواقع المختلفة من عملية النقل. تستعمل هذه الشروط دوماً مع المواقع الجغرافية ولا تتعامل بنقل الملكية.
يتم ابتكار ونشر هذه الشروط من قبل غرفة التجارة العالمية. تعتبر النسخة الإنجليزية هي النسخة الرسمية والأصلية للشروط التجارية الدولية لسنة 2000، والتي تم إقرارها من قبل مجلس الأمم المتحدة لقانون التجارة العالمية.

## المصطلحات
هناك ترجمة موافق عليها ب 31 لغة وهي متوافرة لدى اللجان الوطنية لغرفة التجارة العالمية.
- مجموعة E - الانطلاق:
  - EXW تسليم المصنع (يتم تحديد المكان): يقوم البائع بتجهيز البضاعة في مبانيه.
- مجموعة F - الحمولة الأساسية غير مدفوعة:
  - FCA ناقل حر (يتم تحديد المكان): يقوم البائع بتسليم البضاعة إلى الناقل الأول (الذي يحدده المشتري) وفي مكان محدد وتكون البضاعة جاهزة للتصدير. يعتبر هذا المصطلح مناسباً لكل أساليب النقل، مثل النقل الجوي والنقل عبر القطارات والنقل البري وأسلوب النقل المتعدد.
  - FAS خالص المصاريف حتى رصيف الشحن (يتم تحديد ميناء التحميل): يجب على البائع أن يضع البضاعة على رصيف الشحن عند الميناء المحدد يقوم البائع بتجهيز ة تخليص البضاعة للتصدير، تم تغيير هذا في نسخة 2000. يستعمل هذا المصطلح في النقل البحري فقط.
  - FOB تسليم على ظهر الباخرة (يتم تحديد ميناء التحميل): يعتبر هذا الشرط شرط بحري تقليدي، يجب على البائع تحميل البضائع على ظهر السفينة التي قام المشتري بتعيينها، يتم تقسيم الكلفة والمخاطر على حاجز السفينة. يجب على البائع تخليص البضاعة للتصدير. يتم استعمال هذا الشرط في النقل البحري فقط.
- مجموعة C - الحمولة الأساسية مدفوعة:
  - CFR - التكاليف وأجرة الشحن (يتم تحديد اسم ميناء الوصول): يقوم البائع بدفع التكاليف وأجرة الشحن حتى يتم توصيل السلع إلى ميناء الوصول. من ناحية ثانية، يتم نقل المخاطر إلى المشتري عندما تتعدى البضائع حاجز السفينة. يتم استعمال هذا الشرط في النقل البحري فقط.
  - CIF التكاليف والتأمين وأجور الشحن (يتم تحديد ميناء الوصول): يشابه هذا الشرط شرط ال CFR إلا أنه في هذه الحالة فإنه يجب على البائع أن يشتري ويدفع للتأمين للمشتري. يتم استعمال هذا الشرط في النقل البحري فقط.
  - CPT - الحمولة مدفوعة إلى (يتم تسمية ميناء الوصول): يدفع البائع للحمولة إلى نقطة الوصول، إلا أن المخاطر تنتقل إلى المشتري بمجرد تسليم البضاعة إلى الناقل الأول.
  - CIP - الحمولة والتأمين مدفوعة إلى (يتم تحديد ميناء الوصول: يدفع البائع مصاريف النقل والتأمين إلى نقطة الوصول، إلا أن المخاطر تنتقل إلى المشتري بمجرد تسليم البضاعة إلى الناقل الأول.
- مجموعة D - الوصول:
  - DAF مسلم على الحدود (يتم تحديد المكان).
  - DES تسليم السفينة (يتم تحديد الميناء).
  - DEQ تسليم المرسى (يتم تحديد الميناء).
  - DDU مسلمة من دون دفع الرسوم (يتم تحديد مكان الوصول).
  - DDP تسليم خالص الجمارك (يتم تحديد مكان الوصول).

## توزيع التكاليف بين البائع / المشتري وفقا لمصطلحات التجارة الدولية 2010
| مصطلح التجارة الدولية 2010 | التصريح الجمركي للصادرات | النقل إلى ميناء التصدير | تفريغ الشاحنات في ميناء التصدير | التحميل على الحاوية في ميناء التصدير | النقل (البحري / الجوي) إلى ميناء الإستيراد | التأمين | التفريغ في ميناء الإستيراد | التحميل على الشاحنات في ميناء الإستيراد | النقل إلى المكان المقصود | التخليص الجمركي على الواردات | الضرائب على الواردات |
| EXW                        | المشتري                  | المشتري                 | المشتري                         | المشتري                              | المشتري                                    | المشتري | المشتري                    | المشتري                                 | المشتري                  | المشتري                      | المشتري              |
| FCA                        | البائع                   | البائع                  | المشتري                         | المشتري                              | المشتري                                    | المشتري | المشتري                    | المشتري                                 | المشتري                  | المشتري                      | المشتري              |
| FAS                        | البائع                   | البائع                  | البائع                          | المشتري                              | المشتري                                    | المشتري | المشتري                    | المشتري                                 | المشتري                  | المشتري                      | المشتري              |
| FOB                        | البائع                   | البائع                  | البائع                          | البائع                               | المشتري                                    | المشتري | المشتري                    | المشتري                                 | المشتري                  | المشتري                      | المشتري              |
| CPT                        | البائع                   | البائع                  | البائع                          | البائع                               | البائع                                     | المشتري | البائع                     | المشتري/البائع                          | البائع                   | المشتري                      | المشتري              |
| CFR(CNF)                   | البائع                   | البائع                  | البائع                          | البائع                               | البائع                                     | المشتري | المشتري/البائع             | المشتري                                 | المشتري                  | المشتري                      | المشتري              |
| CIF                        | البائع                   | البائع                  | البائع                          | البائع                               | البائع                                     | البائع  | المشتري                    | المشتري                                 | المشتري                  | المشتري                      | المشتري              |
| CIP                        | البائع                   | البائع                  | البائع                          | البائع                               | البائع                                     | البائع  | البائع                     | المشتري/البائع                          | البائع                   | المشتري                      | المشتري              |
| DAT                        | البائع                   | البائع                  | البائع                          | البائع                               | البائع                                     | البائع  | البائع                     | المشتري                                 | المشتري                  | المشتري                      | المشتري              |
| DAP                        | البائع                   | البائع                  | البائع                          | البائع                               | البائع                                     | البائع  | البائع                     | البائع                                  | البائع                   | المشتري                      | المشتري              |
| DDP                        | البائع                   | البائع                  | البائع                          | البائع                               | البائع                                     | البائع  | البائع                     | البائع                                  | البائع                   | البائع                       | البائع               |